# Южный Парк (17-й сезон)
Семнадцатый сезон американского анимационного телесериала «Южный Парк» впервые транслировался в США на телеканале Comedy Central с 25 сентября по 11 декабря 2013 года.
Сезон получил в целом положительные отзывы, критика в основном была направлена на премьеру сезона, а трилогию «Чёрная пятница» IGN провозгласил лучшей многосерийной аркой со времён трилогии «Воображляндия».

## Актёрский состав

### Основной состав
- Трей Паркер — Стэн Марш / Эрик Картман / Рэнди Марш / мистер Гаррисон / Клайд Донован / мистер Маки / Стивен Стотч / Джимми Волмер
- Мэтт Стоун — Кайл Брофловски / Кенни Маккормик / Баттерс Стотч / Джеральд Брофловски / Стюарт Маккормик / Крэйг Такер / Джимбо Керн
- Эйприл Стюарт — Лиэн Картман / Шерон Марш / миссис Маккормик / Венди Тестабургер / директриса Виктория
- Мона Маршалл — Шейла Брофловски / Линда Стотч

### Приглашённые звёзды
- Билл Хейдер — Алек Болдуин[2]

## Эпизоды
| № общий | № в сезоне | Название                                                         | Режиссёр    | Автор сценария | Дата премьеры    | Произв. код | Зрители США (млн) |
| --- | ---------- | ---------------------------------------------------------------- | ----------- | -------------- | ---------------- | ----------- | ----------------- |
| 238 | 1          | «Ступай, правительство присмотрит за тобой» «Let Go, Let Gov»    | Трей Паркер | Трей Паркер    | 25 сентября 2013 | 1701        | 2.89              |
| Картману удаётся проникнуть в агентство национальной безопасности, чтобы посмотреть своё досье. Ему не нравится то, что он там находит, и Картман решает рассказать всем правду. Тем временем Баттерс находит того, кто готов услышать его молитвы. |            |                                                                  |             |                |                  |             |                   |
| 239 | 2          | «Познавательная снафф-порнуха» «Informative Murder Porn»         | Трей Паркер | Трей Паркер    | 2 октября 2013   | 1702        | 2.49              |
| Школьники Южного Парка пытаются с помощью компьютерной игры Minecraft заблокировать телеканал криминальных хроник и не дать своим родителям поубивать друг друга. |            |                                                                  |             |                |                  |             |                   |
| 240 | 3          | «Война миров Зиммерман» «World War Zimmerman»                    | Трей Паркер | Трей Паркер    | 9 октября 2013   | 1703        | 2.06              |
| Картман интересуется одним человеком, в котором видит угрозу для всего человечества. Он намеревается пересечь всю страну, чтобы остановить нулевого пациента. |            |                                                                  |             |                |                  |             |                   |
| 241 | 4          | «Дети-готы 3: Рассвет позёров» «Goth Kids 3: Dawn of the Posers» | Трей Паркер | Трей Паркер    | 23 октября 2013  | 1704        | 1.83              |
| Пребывание в лагере для проблемных подростков настолько повлияло на Генриетту, что у неё не осталось ничего общего с бывшими друзьями. Под угрозу поставлено само существование готов, поэтому они вынуждены просить помощи у своих заклятых врагов — вампиров. |            |                                                                  |             |                |                  |             |                   |
| 242 | 5          | «Приручая киску» «Taming Strange»                                | Трей Паркер | Трей Паркер    | 30 октября 2013  | 1705        | 1.89              |
| Айк взрослеет и перестаёт ладить с братом. Чтобы спасти отношения, Кайл идёт с Айком на детское шоу «Йо Габба Габба». В это время министр здравоохранения Канады выясняет отношения со своей женой. |            |                                                                  |             |                |                  |             |                   |
| 243 | 6          | «Рыжая корова» «Ginger Cow»                                      | Трей Паркер | Трей Паркер    | 6 ноября 2013    | 1706        | 2.39              |
| Представители мировых религий прибывают в Южный Парк, чтобы засвидетельствовать исполнение библейских пророчеств. Картман и Кайл становятся единственными, кто ладит с головой, в то время как остальное человечество вступает в эру всеобщего мира и гармонии. |            |                                                                  |             |                |                  |             |                   |
| 244 | 7          | «Чёрная пятница» «Black Friday»                                  | Трей Паркер | Трей Паркер    | 13 ноября 2013   | 1707        | 2.07              |
| Грядут тёмные зимние дни, и это означает только одно: борьбу за первые места в очереди к торговому центру накануне Чёрной пятницы. Мальчики готовятся к бою с толпой, чтобы заполучить лучшие игровые приставки на День Благодарения. Тем временем Рэнди становится сотрудником службы безопасности торгового центра и пытается управиться с безумным количеством людей в первый день праздничного шопинга. |            |                                                                  |             |                |                  |             |                   |
| 245 | 8          | «Песнь зада и пламени» «A Song of Ass and Fire»                  | Трей Паркер | Трей Паркер    | 20 ноября 2013   | 1708        | 2.40              |
| Война консолей продолжает разгораться в Южном Парке. Предательство принцессы МакКормик побуждает Картамана взывать к мести. Дети сходятся в эпической битве, чтобы определить, какая игровая приставка лучше. Дружба Кайла и Стэна подвергается серьёзному испытанию в условиях Чёрной пятницы. |            |                                                                  |             |                |                  |             |                   |
| 246 | 9          | «Сиськи и Драконы» «Titties and Dragons»                         | Трей Паркер | Трей Паркер    | 4 декабря 2013   | 1709        | 2.48              |
| Торговый центр, наконец, откроет свои двери для самой грандиозной распродажи Чёрной пятницы в истории. Друзья спорят о том, какая игровая консоль лучше, а победителя между Xbox One и PlayStation 4 определит грядущая кровавая битва. |            |                                                                  |             |                |                  |             |                   |
| 247 | 10         | «Хоббит» «The Hobbit»                                            | Трей Паркер | Трей Паркер    | 11 декабря 2013  | 1710        | 2.17              |
| Венди пытается донести до всех идею о том, какое сильное давление испытывают девочки, стремящиеся выглядеть как знаменитости. Из-за своего последнего высказывания Венди портит отношения с одноклассниками, а у Клайда появляется новая девушка. |            |                                                                  |             |                |                  |             |                   |

## Производство
Сезон состоит из 10 эпизодов, поскольку создатели сериала Трей Паркер и Мэтт Стоун решили прекратить создавать сезоны, состоящие из двух 7-серийных частей. Билл Хейдер, бывший актёр «Saturday Night Live», начал работать в сериале в качестве штатного сценариста.
Из-за отключения электричества в студии эпизод «Дети-готы 3: Рассвет позёров» не уложилась в срок и вышел в эфир на неделю позже запланированного.